# Olorotitan
Olorotitan je bio rod dinosaura lambeosaurina s pačjim kljunom koji je živio sredinom i u kasnom razdoblju maastrichtija, tijekom kasne krede. Pronađen je u formaciji Tsagayan u Kunduru, u Amurskoj oblasti, na dalekom istoku Rusije. Ostatke, koji se sastoje od gotovo potpunog kostura, su sredinom 2003. opisali Pascal Godefroit et al. Naziv roda znači “divovski labud”, dok naziv vrste ukazuje na lokaciju nalaženja - okrug Arhara. Olorotitan se od svojih ostalih srodnika s krijestom razlikuje po neobičnoj krijesti koja je bila usmjerena prema natrag i je imala oblik sjekirice ili lepeze.

## Opis
Olorotitan arharensis se temelji na najpotpunijem kosturu lambeosaurina koji je pronađen izvan Sjeverne Amerike. Bio je velik hadrosaurid, slično kao i drugi veliki lambeosaurini poput vrste Parasaurolophus cyrtocristatus, a moguće je da je dostizao i dužinu od 12 metara. Imao je mnogo osobina jedinstvenih za hadrosauride, od kojih je najupadljivija velika šuplja krijesta na lubanji, nalik na sjekiricu. Samu lubanju podržavao je prilično dug vrat s 18 kralježaka, dok su prijašnji hadrosauridi imali najviše 15. Križna kost, s 15 ili 16 kralježaka, imala je barem 3 kralješka više nego što je uobičajeno za ostale hadrosauride. Osim toga, na prvoj trećini repa postoje spojevi između vrhova kralježnih bodlji, što taj dio repa čini prilično krutim; ravnomjeran raspored tih veza ukazuje na to da nije u pitanju bolest, iako bi za sigurno utvrđivanje bilo potrebno više primjeraka. Godefroit i njegovi koautori su filogenetskom analizom zaključili da su njegovi najbliži srodnici Corythosaurus i Hypacrosaurus.

## Paleoekologija i paleobiologija
O. arharensis dijelio je vrijeme i mjesto života s još nekoliko vrsta životinja, uključujući još dva lambeosaurina: Parasaurolophusu sličnim Charonosaurusom i primitivnijim Amurosaurusom. Osim toga, na mjestu pronalaska otkriveni su i ostaci kornjača, krokodila, teropoda i nodosaurida, a Saurolophusu sličan hadrosaurin Kerberosaurus također je poznat iz otprilike istih stijena iz tog područja. Za razliku od situacije u Sjevernoj Americi, gdje lambeosaurini u biti nisu bili prisutni u maastrichtijskim stijenama, azijski su lambeosaurini do kraja mezozoika postali raznovrsni i brojni, što ukazuje na klimatske ili ekološke razlike između ta dva kontinenta.
Kao hadrosaurid, Olorotitan je bio dvonožan/četveronožan biljojed, a hranio se zahvaljujući razvijenoj lubanji, čija je građa omogućavala pokrete mrvljenja hrane analogne žvakanju; imao je stotine zuba koji su se kontinuirano zamjenjivali. Njegova visoka, široka, šuplja krijesta, formirana od proširenih kostiju lubanje s nosnim prolazima, vjerojatno je imala funkciju vizualne i zvučne identifikacije.